# إميلي كاغان
إميلي كاغان (بالإنجليزية: Emily Kagan)‏ هي فنانة الدفاع عن النفس بريطانية وأمريكية، ولدت في 14 يوليو 1981 في بانغور في المملكة المتحدة.

## وصلات خارجية
- إميلي كاغان على موقع يو إف سي (الإنجليزية)
- إميلي كاغان على موقع شيردوغ (الإنجليزية)
- إميلي كاغان على موقع Tapology.com (الإنجليزية)
- إميلي كاغان على موقع IMDb (الإنجليزية)